# 통각 (뿔)

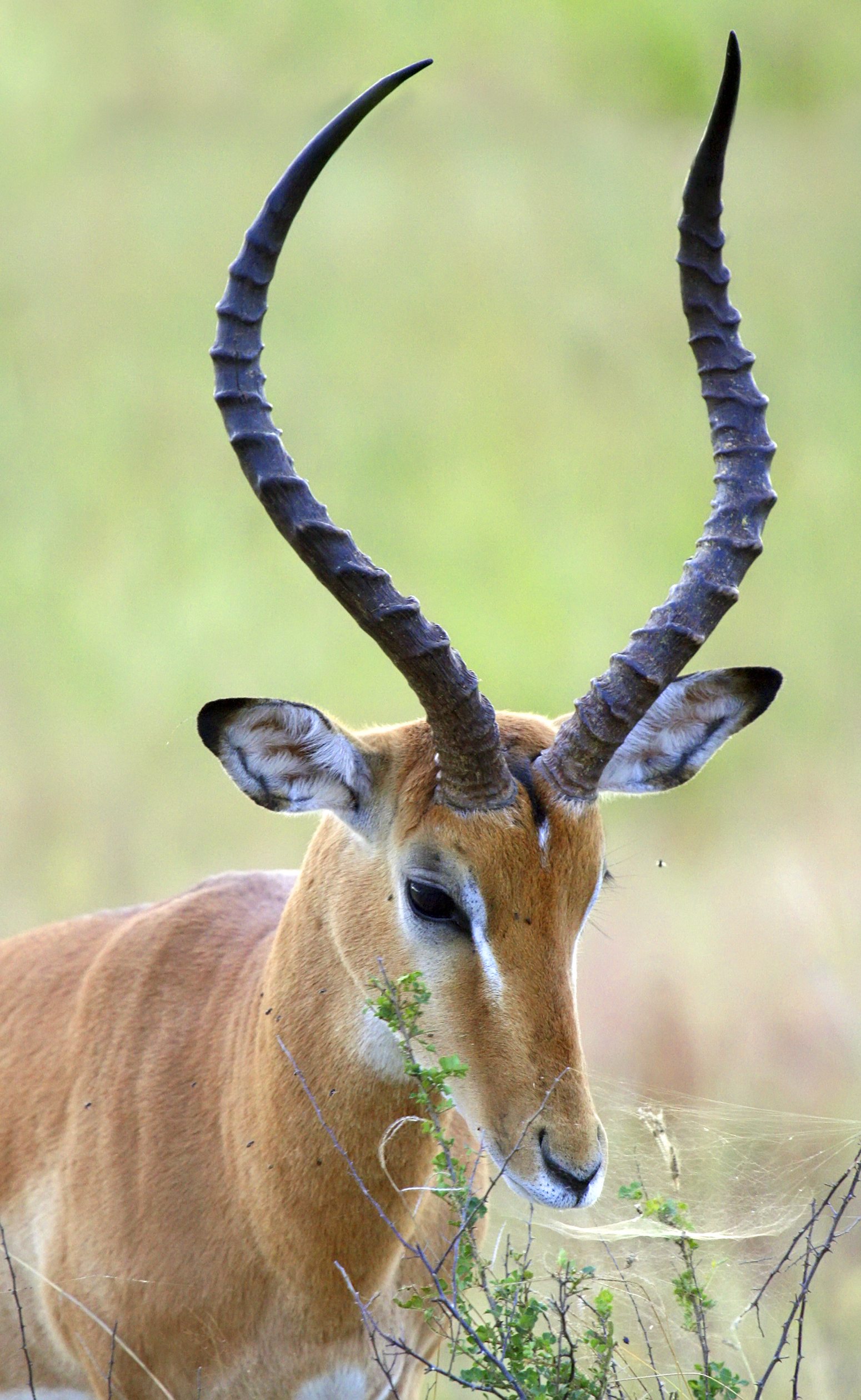
수컷 임팔라의 한 쌍의 통각

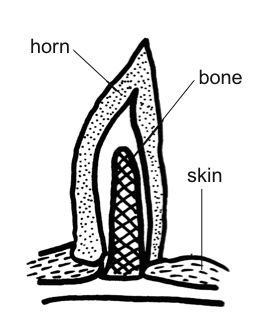
동물 통각의 해부학

통각(洞角, horn, 혼), 빈뿔, 속빈뿔 또는 간단히 뿔은 다양한 동물의 머리에 있는 영구적인 뾰족한 돌출부로, 살아있는 뼈의 핵을 둘러싸는 케라틴 및 기타 단백질로 구성된다. 통각은 영구적이지 않은 가지뿔과는 다르다. 포유류에서 진정한 통각은 주로 반추류인 우제류 중 가지뿔영양과(가지뿔영양)와 소과(소, 염소, 영양 등)에서 발견된다. 소의 통각은 피하결합조직(두피 아래)에서 발생하여 나중에 아래의 이마뼈와 융합한다.
한 쌍의 통각이 일반적이지만, 일부 야생종과 일부 가축화된 양 품종에서는 두 쌍 이상이 발견되기도 한다. 여러 개의 통각을 가진 양 품종에는 헤브리디언, 아이슬란드, 제이콥, 맨섬 로흐탄, 나바호-추로가 있다.
통각은 보통 와선형 또는 굽은 형태를 띠며, 종종 융기나 홈이 있다. 많은 종에서 수컷만이 통각을 가지고 있다. 통각은 태어난 직후부터 자라기 시작하여 동물의 일생 동안 계속 자란다(매년 외층을 벗겨내지만 뼈의 핵은 유지하는 가지뿔영양 제외). 가축에서 부분적이거나 기형적인 통각은 스컬이라고 불린다. 신체의 다른 부분에 있는 유사한 성장은 일반적으로 통각이라고 불리지 않고, 발생 부위에 따라 박차, 발톱 또는 발굽이라고 불린다.

## 통각의 종류
- 큰뿔양은 뒤로 젖혀지고 앞으로 구부러진 통각을 가지고 있다.
- 들소는 머리 측면에서 위로 구부러져 자라는 통각을 가지고 있다.
- 산양은 이마에서 뒤쪽으로 가늘어지는 구부러진 통각을 가지고 있으며, 길이가 최대 2 미터 (6 ft 7 in)에 달할 수 있다.[2]

## 다른 통각 비슷한 성장
"통각"이라는 용어는 다른 여러 과에 속하는 동물의 머리에 붙어 있는 다른 단단하고 뾰족한 특징에도 일반적으로 사용된다.
- 기린과: 기린은 머리에 한 쌍 이상의 뼈 돌기(오시콘이라고 불림)를 가지고 있다. 이들은 털이 난 피부로 덮여 있다.
- 사슴과: 대부분의 사슴은 진짜 통각이 아닌 뼈로 된 가지뿔을 가지고 있다. 완전히 발달하면 가지뿔은 통각이나 피부 덮개가 없는 죽은 뼈이며, 성체(보통 수컷, 순록 제외)만이 가지고 매년 벗겨지고 다시 자란다.
- 코뿔소과: 코뿔소의 "통각"은 손톱과 같은 물질인 케라틴으로 만들어졌으며 계속 자라지만 뼈의 핵은 없다.
- 카멜레온과: 많은 카멜레온, 특히 잭슨카멜레온은 두개골에 통각을 가지고 있으며, 케라틴 덮개로 덮여 있다.
- 케라톱스과: 트리케라톱스의 "통각"은 두개골 뼈의 확장 부분이었지만, 케라틴 덮개가 있었는지에 대한 논쟁이 있다.
- 아벨리사우루스과: 카르노타우루스와 마준가사우루스와 같은 다양한 아벨리사우루스과 수각류는 이마뼈의 확장 부분을 가지고 있었는데, 이는 어떤 형태의 각질화된 외피로 덮여 있었을 가능성이 있다.
- 뿔도마뱀 (Phrynosoma): 이 도마뱀들은 머리에 뼈의 핵 위에 단단한 케라틴 덮개가 있는 통각을 가지고 있는데, 이는 포유류의 통각과 유사하다.
- 곤충: 일부 곤충(예: 코뿔소벌레)은 머리 또는 가슴 (또는 둘 다)에 통각과 유사한 구조를 가지고 있다. 이는 단단한 키틴질 외골격의 뾰족한 돌기이다. 일부(예: 사슴벌레)는 매우 커진 턱을 가지고 있으며, 이 역시 키틴으로 만들어졌다.
- 개과: 황금자칼은 한때 두개골에 간헐적으로 뿔 같은 성장을 보인다고 여겨졌으며, 이는 동남아시아에서 마법의 힘과 관련이 있었다.[3][4] 비록 그 존재에 대한 증거는 발견되지 않았지만, 남아시아에서는 여전히 흔한 믿음으로 남아 있다.[5][6][7]
- 아젠도사우루스과: 트라이아스기 아젠도사우루스과 아르코사우로모프인 슈링가사우루스의 두개골에는 두 개의 거대한 앞을 향한 원뿔형 통각이 있었는데, 이는 살아있을 때 각화된 덮개로 덮여 있었을 가능성이 있다.
- 안히미다에: 뿔매는 두개골에 느슨하게 연결된 완전히 케라틴으로 된 척추를 가지고 있다.

많은 포유류 종은 다양한 과에 걸쳐 엄니를 가지고 있는데, 이는 종종 통각과 같은 기능을 하지만 실제로는 비정상적으로 커진 이빨이다. 여기에는 사향노루과(사향노루, 반추류임), 멧돼지과(멧돼지), 장비목(코끼리), 외뿔고래과(외뿔고래), 바다코끼리과(바다코끼리)가 포함된다.
뿔 없는 동물 또는 무각 동물은 일반적으로 통각이 있는 (주로 가축화된) 종 중에서 통각이 제거되었거나 자라지 않은 동물이다. 어떤 경우에는 이러한 동물들이 통각이 있어야 할 피부에 작은 각질 성장을 보이는데, 이를 스커스라고 한다.

### 인간
피부뿔(cutaneous horn, 피각)은 인간에게서 자라는 통각의 유일한 사례이다.
인간에게서 통각이 자라는 사례는 역사적으로 기술되어 왔으며, 때로는 신화적인 지위를 얻기도 했다. 그러나 연구자들은 이 현상에 대한 사진 증거를 발견하지 못했다. 성장을 보이는 인간 사체 표본이 있지만, 이들은 대신 골종 또는 다른 돌기로 분류된다.
통각을 가진 인간의 현상은 선진 의료가 부족한 국가에서 관찰되어 왔다. 특히 중국에는 피부뿔을 가진 사람들이 몇몇 살고 있으며, 이는 노인에게서 가장 흔하다.
일부 사람들, 특히 더 이니그마는 신체 개조의 한 형태로 피부 아래에 실리콘을 삽입하는 통각 이식을 했다.

## 동물의 통각 사용

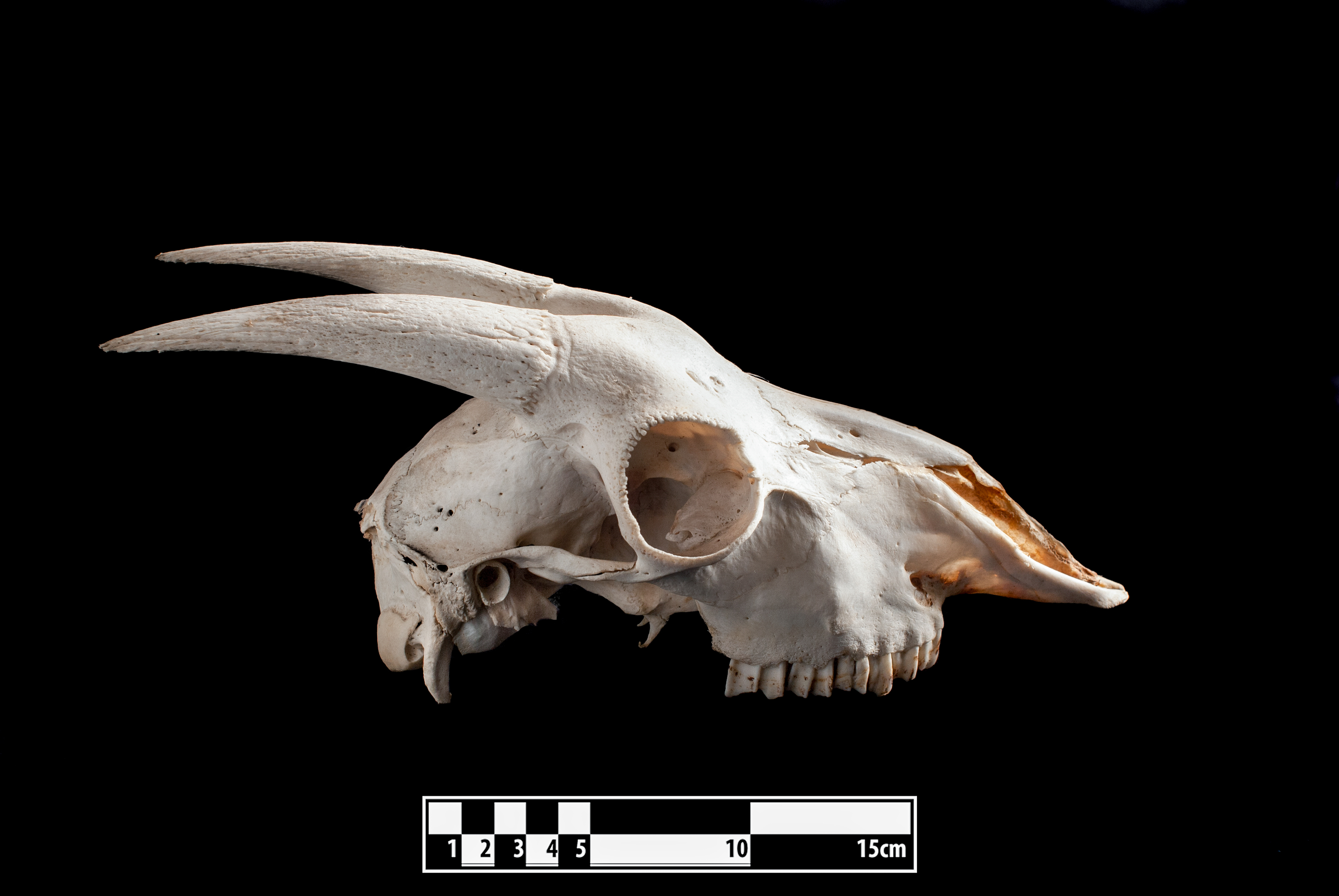
염소 두개골 조각

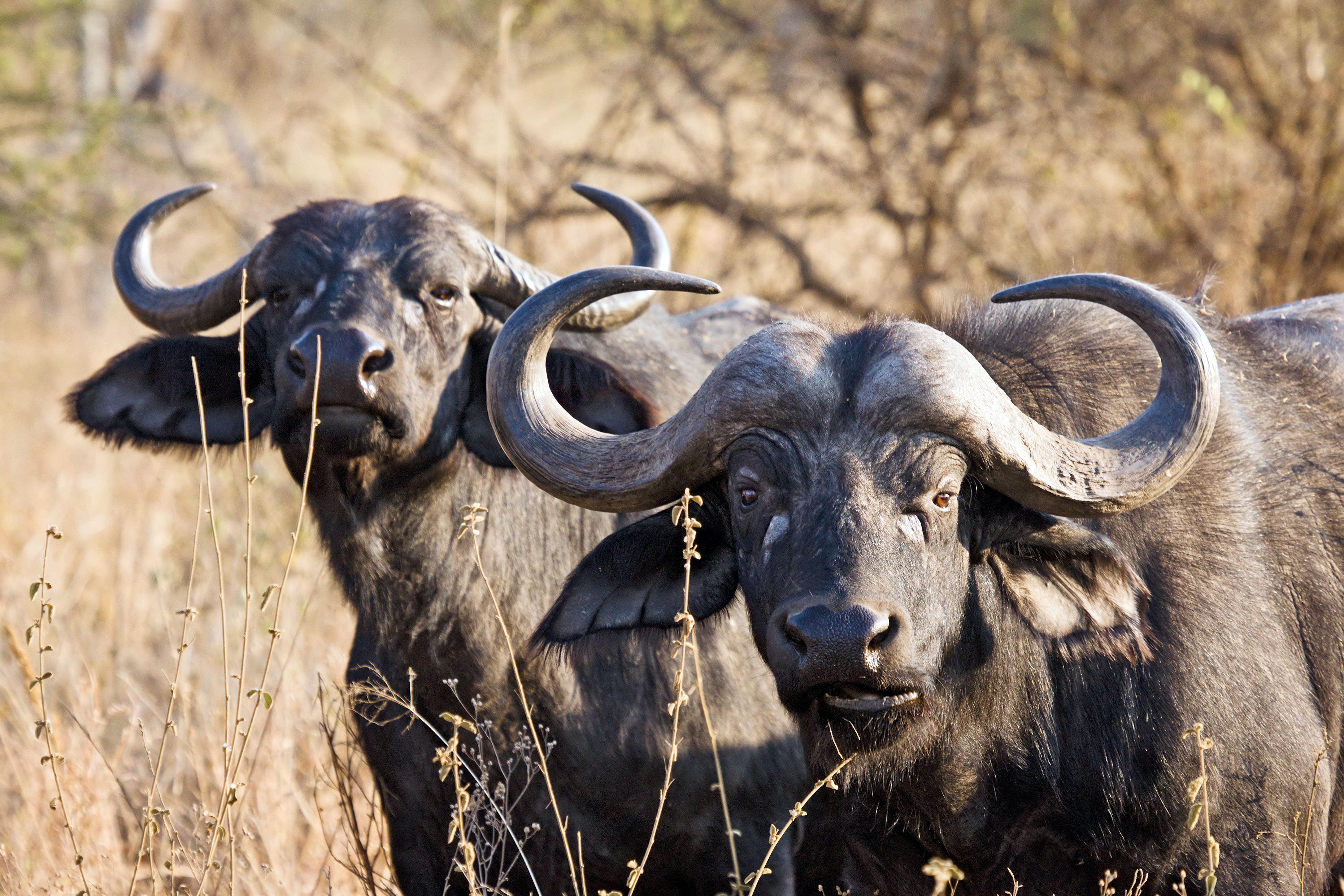
아프리카물소 (양성 모두 통각이 있다)

동물은 통각과 가지뿔을 포식자로부터 자신을 방어하고 영역, 지배권 또는 교배 우선권을 위해 같은 종의 구성원과 싸우는(통각 싸움) 등 다양한 용도로 사용한다. 통각은 보통 수컷에게만 존재하지만 일부 종에서는 암컷도 통각을 가질 수 있다. 연구자들은 개방된 환경에 사는 키 큰 종들이 더 먼 거리에서 더 잘 보이며 포식자로부터 자신을 방어하기 위해 통각을 사용하는 것이 더 유리하다고 이론화했다. 큰 크기나 개방된 사바나와 같은 서식지로 인해 포식자로부터 숨을 수 없는 암컷 소과 동물은 작거나 위장된 종보다 통각을 가질 가능성이 더 높다.
또한, 통각은 흙을 파거나 나무껍질을 벗기는 데 사용될 수 있다. 동물의 구애에서는 많은 동물이 과시를 위해 통각을 사용한다. 예를 들어, 수컷 검은꼬리누는 암컷에게 깊은 인상을 주고 자신의 영역으로 유인하기 위해 나무껍질과 나뭇가지를 깎아낸다. 진정한 통각을 가진 염소와 같은 일부 동물은 뼈의 핵에 있는 혈관을 통해 통각을 라디에이터처럼 기능하게 하여 체온을 식히는 데 사용한다.
뿔이 있는 동물이 죽으면 케라틴은 뿔나방의 유충에 의해 섭취될 수 있다.

### 통각 싸움
통각 싸움 중에는 같은 종의 두 동물이 서로 머리를 기울인다. 그런 다음 서로에게 들이받는다.
예를 들어, 큰뿔양의 경우, 두 수컷이 만나면 각자 통각을 잘 보이도록 서로에게 머리를 기울인다. 통각의 크기가 대략 같으면 양들은 지배권을 확립하기 위해 싸울 수 있다. 그러나 한 양의 통각이 다른 양보다 크면, 작은 통각을 가진 양은 일반적으로 물러설 것이다. 이러한 양들은 보통 통각이 충분히 자라지 않은 어린 양들이다.

## 인간의 통각 사용

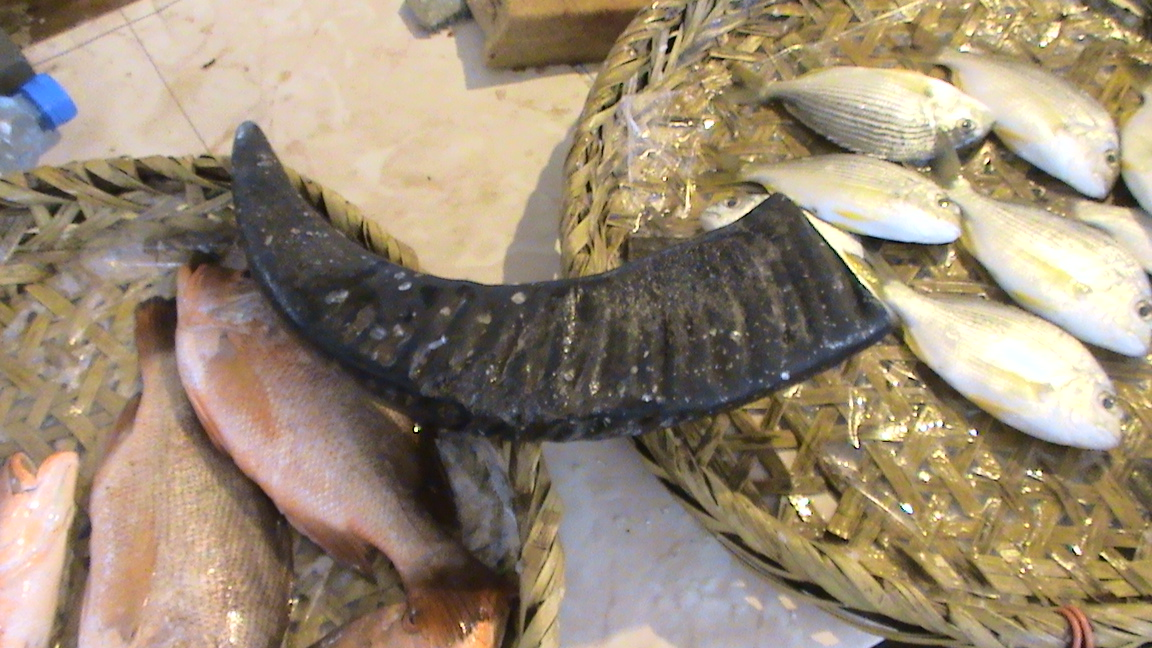
중국 남동부에서 생선을 자르는 데 끌과 함께 망치로 사용되는 물소 통각

- 뿔이 있는 동물은 때때로 사냥 트로피 또는 장식품으로 전시하기 위해 사냥된다.
- 일부 문화권에서는 소과 동물의 통각을 악기로 사용한다. 예를 들어, 쇼파르가 있다. 이들은 트럼펫과는 달리 대부분의 길이를 따라 구멍 너비가 점진적으로 증가하는, 즉 원통형이 아니라 원뿔형인 금관악기로 발전했다. 이 악기들은 이제 금속으로 만들어졌지만, 여전히 호른이라고 불린다.
- 뿔잔은 뼈 핵에서 제거하고 깨끗하게 닦고 광택을 낸 후 술잔으로 사용되는 소과 동물의 통각이다. (이는 코르누코피아 전설과 유사하다.) 자연 뿔의 모양이 뿔 모양의 술잔인 리톤의 모델이 되었다고 제안되었다.[16]
- 화약통은 원래 뚜껑과 운반용 끈이 달린 소과 동물의 통각으로, 흑색화약을 운반하는 데 사용되었다. 모든 재료로 만든 화약 플라스크는 화약통이라고 불릴 수 있다.
- 구둣주걱은 원래 소과 동물의 통각 조각으로 만들어졌는데, 적절한 곡선 모양과 매끄러운 표면을 제공했다.
- 영양 통각은 한약재로 사용된다.
- 통각은 케라틴으로 구성되어 있으며, "통각"이라는 용어는 이 재료를 지칭하며, 때로는 발굽과 같이 동물의 다른 부분에서 나온 유사한 고체 케라틴도 포함한다. 통각은 도구, 가구 및 장식 등 다양한 용도로 사용될 수 있다. 이러한 응용 분야에서 통각은 단단함 때문에 가치가 있으며, "뿔처럼 단단하다"는 표현을 낳았다. 통각은 어느 정도 열가소성이며 ( 거북 등딱지와 같이) 과거에는 플라스틱이 지금 사용되는 많은 용도로 사용되었다. 통각은 아교를 만드는 데 사용될 수 있다.
- 뿔 활은 통각, 힘줄, 그리고 보통 나무를 조합하여 만든 활이다. 이러한 재료들은 나무만으로는 짧은 활에 더 많은 에너지를 저장할 수 있게 한다.
- 다양한 동물의 통각과 통각 끝은 수세기 동안 나이프 및 기타 무기의 비늘, 손잡이 또는 손잡이를 제조하는 데 사용되었으며, 19세기부터는 권총의 손잡이 비늘에 사용되었다.
- 뿔 단추는 통각으로 만들 수 있으며, 역사적으로 비슷한 재료인 발굽으로도 만들었다. 통각이나 발굽의 뼈가 아닌 부분은 물의 끓는점보다 약간 높은 온도로 가열하여 부드럽게 한 후 금속 주형에 성형하거나, 통각의 속이 빈 아래 부분을 길이 방향으로 나선형으로 잘라내어 다시 가열한 후 목재 판 사이에 끼워 압착한 다음 구멍 톱이나 유사한 도구로 둥글거나 다른 모양의 블랭크를 잘라 선반이나 손으로 마감한다. 토글 단추는 통각의 단단한 끝 부분을 잘라내고 구멍을 뚫어 만든다. 가지뿔 단추와 발굽으로 만든 단추는 기술적으로는 통각 단추가 아니지만, 통상적으로 그렇게 불리는 경우가 많다. 소, 물소, 양의 통각은 모두 상업적인 단추 제작에 사용되며, 다른 종의 통각도 지역적으로 또는 비상업적인 기반으로 사용된다.
- 뿔 빗은 플라스틱으로 대체되기 전 시대에 흔했으며, 여전히 만들어진다.
- 뿔 바늘집 및 기타 작은 상자, 특히 물소 통각으로 만든 것은 여전히 만들어진다. 골동품 코담배갑에서 통각이 재료로 사용된 것을 가끔 발견할 수 있다.
- 나무에 상감 세공을 위한 뿔 조각은 전통적인 기술이다.
- 조각된 뿔 머리핀 및 브로치, 반지와 같은 기타 보석류는 특히 아시아에서 기념품용으로도 제조된다.
- 통각은 작고 섬세한 조각품의 예술 작품에 사용된다. 다루기 쉽고 광택이 나는 재료이며, 강하고 내구성이 있으며, 적절한 종류에서는 아름답다.
- 뿔 젓가락은 네팔과 티베트 고원 지대에서 태평양 연안까지 아시아 국가에서 발견된다. 일반적으로 흔한 재료는 아니지만, 더 높은 품질의 장식품이다. 마찬가지로 다른 뿔 칼붙이, 특히 숟가락은 장식 및 기타 용도로 계속 제조되고 있다.
- 4개의 숫자가 새겨진 면과 두 개의 작은 숫자가 없는 끝 면을 가진 막대 모양의 길쭉한 형태의 뿔로 만든 긴 주사위는 초파르 (파치시) 및 기타 많은 게임에서 전통적으로 사용되는 아시아에서 계속 제조되고 있다.
- 통각은 때때로 지팡이, 지팡이 손잡이 및 샤프트에서 발견된다. 후자의 용도에서는 통각 요소가 짧은 원통형 조각으로 잘려 금속 코어로 함께 고정될 수 있다.
- 뿔 난 신은 많은 세계 종교와 신화에서 다양한 모습으로 나타난다.
- 뿔투구는 전투 목적이 아닌 의례적 목적으로 다양한 문화권에서 나타난다.
- 통각은 중세 시대의 토속건축에서 반투명 창문을 만들기 위해 가공되고 잘라졌다.

## 제각
일부 경우에는 야생동물 공원에서 밀렵을 예방하기 위한 조치로 일부 동물(예: 코뿔소)의 통각을 제거하기로 결정할 수 있다. 코뿔소 통각은 진정한 통각과 달리 동물을 해치지 않고 안전하게 톱질하여 잘라낼 수 있다(이는 발톱을 깎는 것과 유사하다). 동물이 밀렵될 경우, 일반적으로 먼저 총에 맞아 죽는다. 하지만 공원 관리인은 대신 동물을 마취시켜 통각을 제거할 수 있다.

## 갤러리

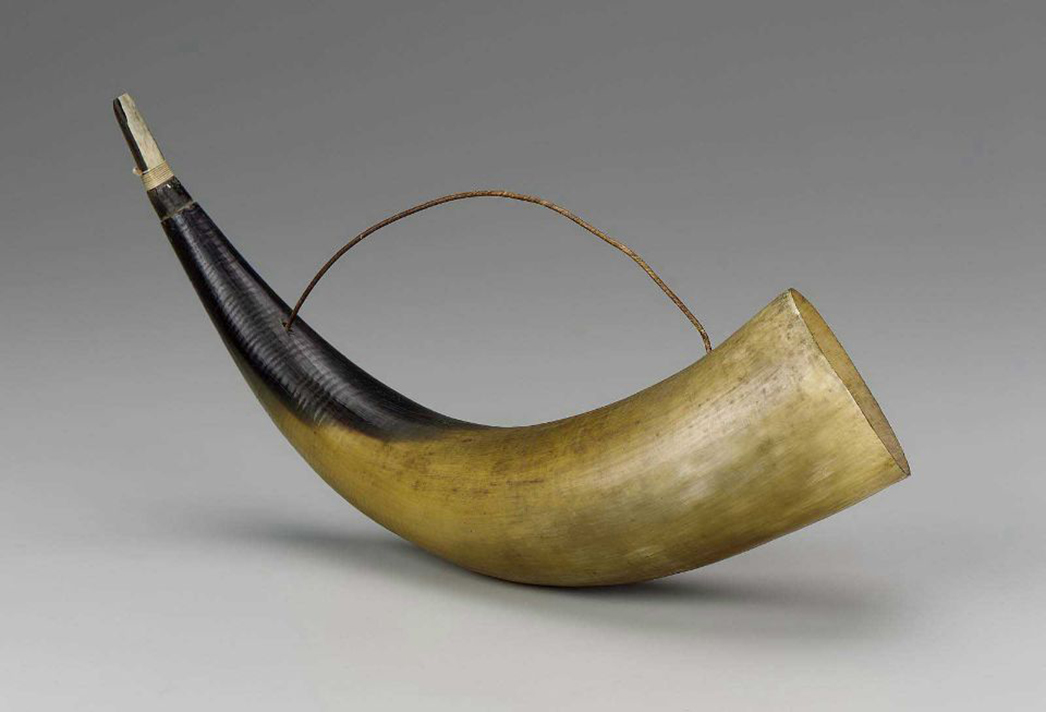
에르켄초, 뿔로 만든 악기
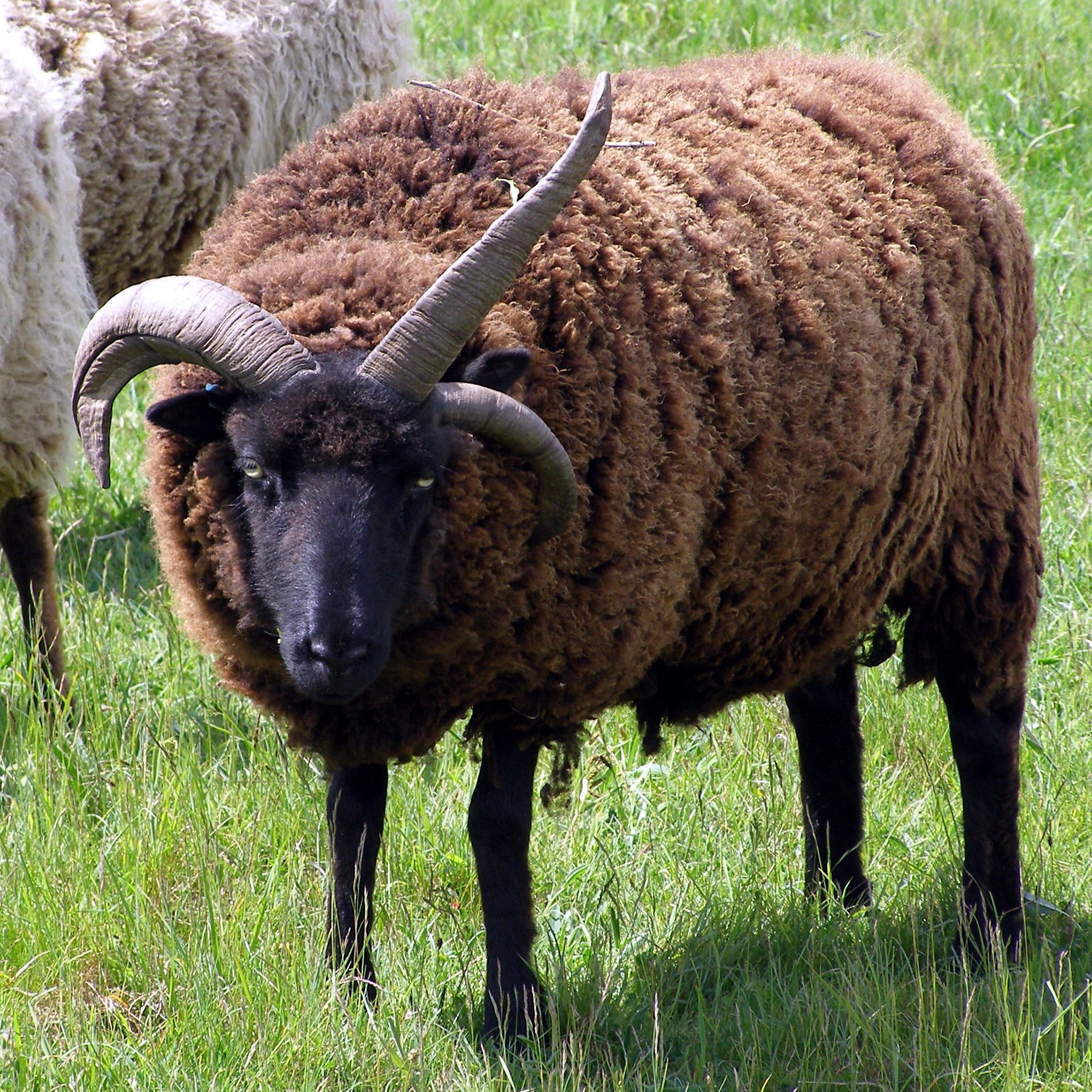
한쪽은 뿔이 하나, 다른 쪽은 두 개 달린 헤브리디언 양
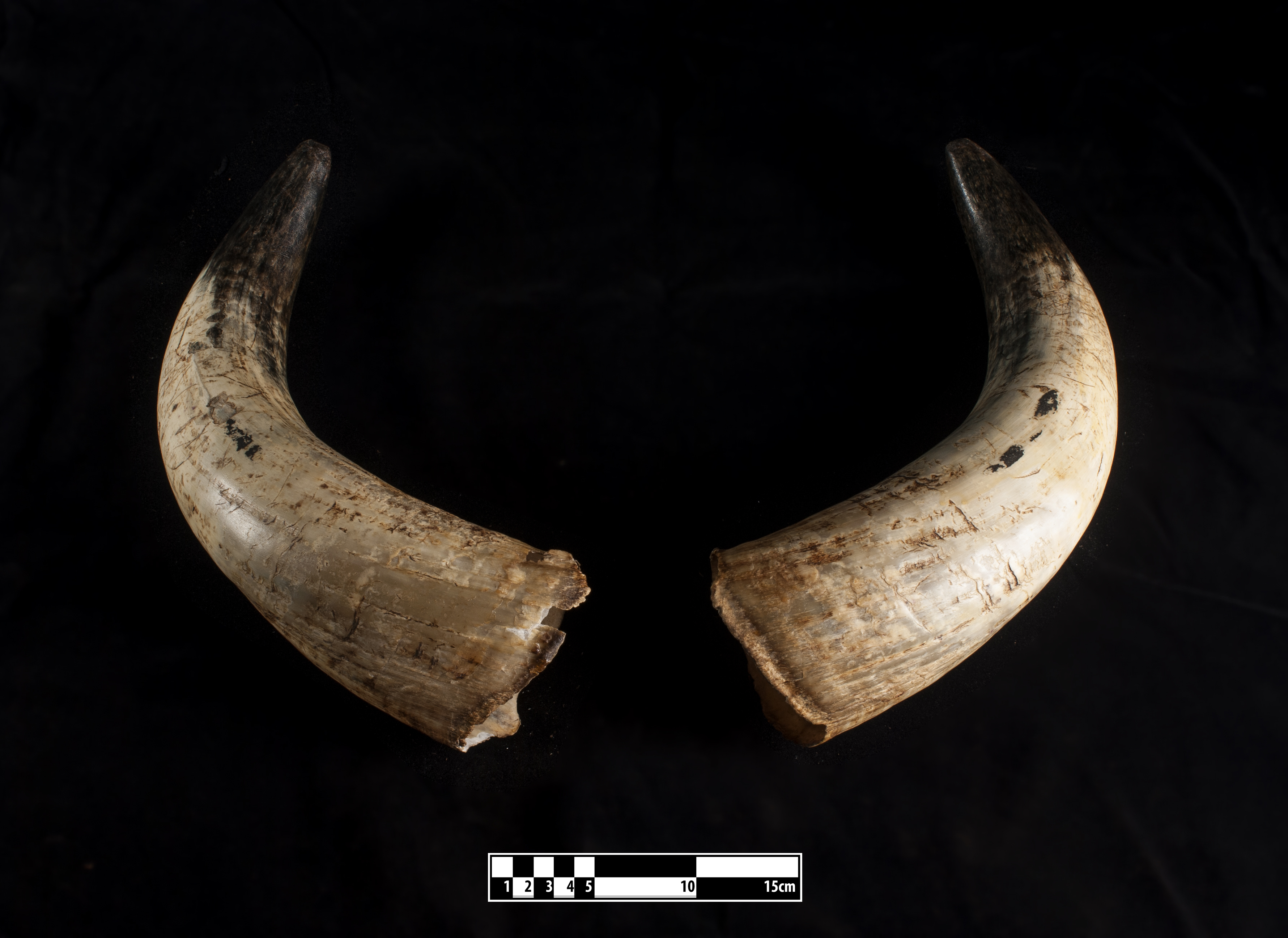
물소 뿔 (Bubalus bubalis)
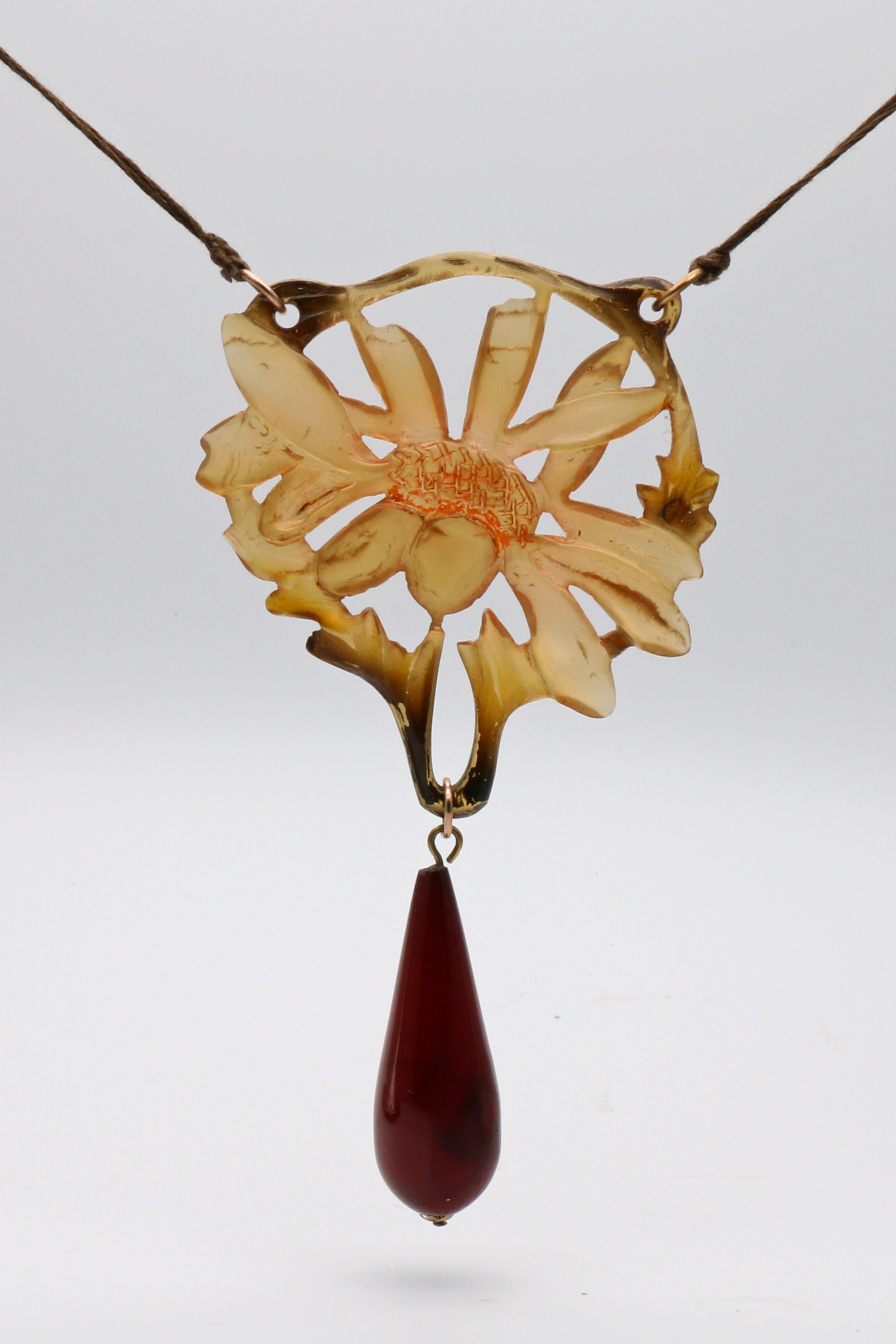
엘리자베스 봉테 아르누보 뿔 목걸이
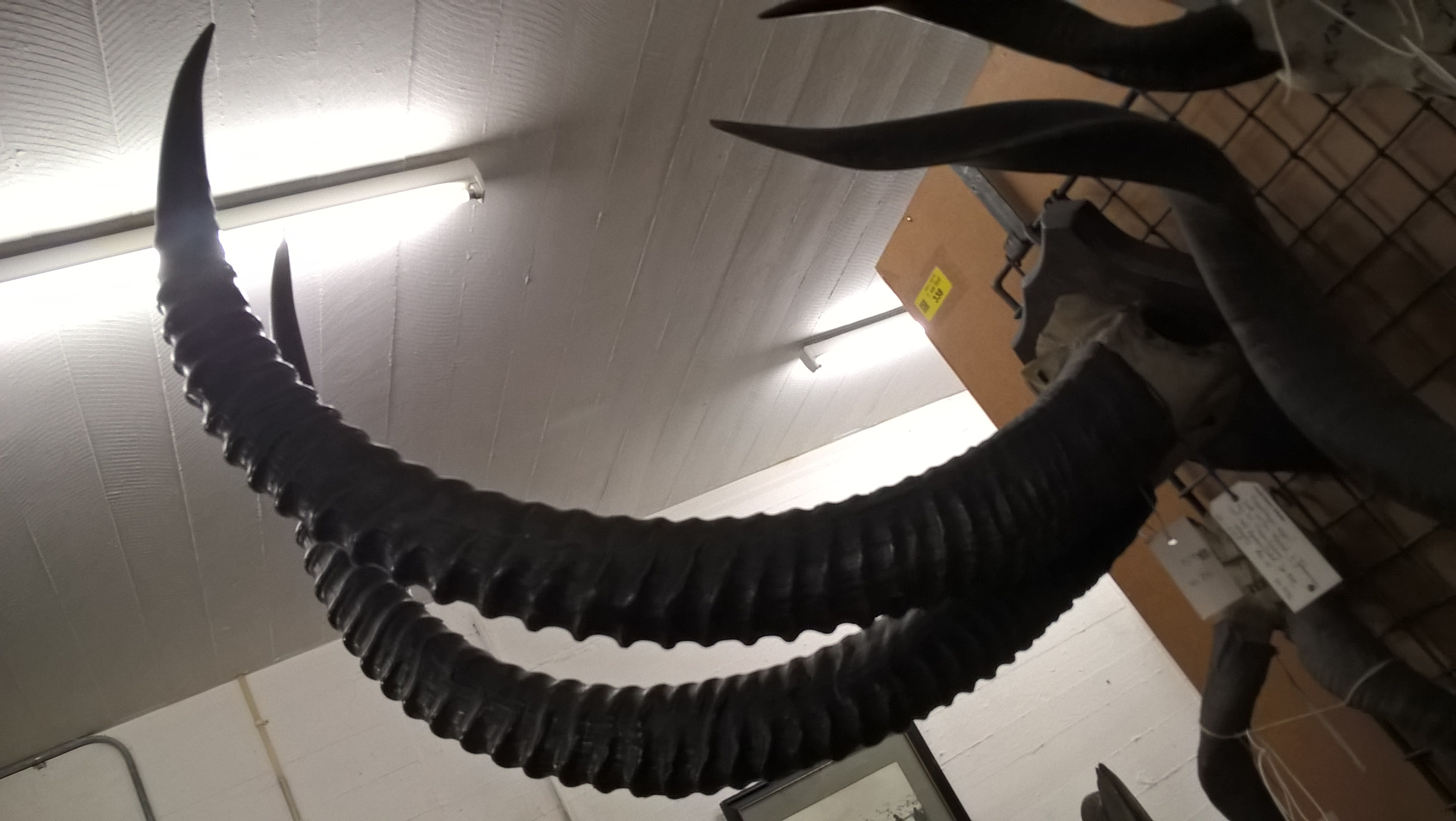
검은영양 박제 뿔, 덴마크 동물 박물관
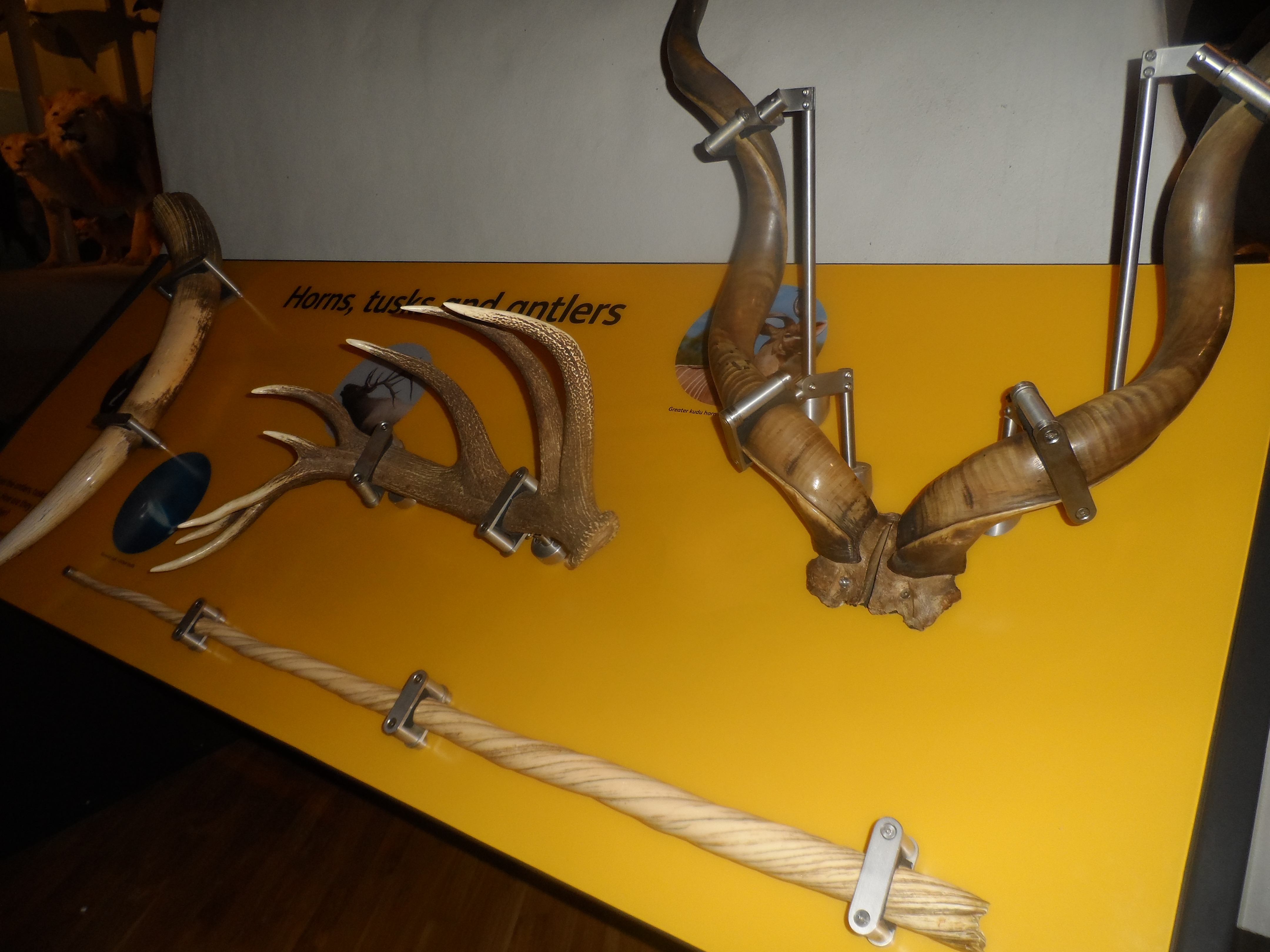
스코틀랜드 국립박물관의 뿔, 엄니, 가지뿔

## 같이 보기
- 뿔 난 남신 - 위카의 주요 신 중 하나
- 사인 오브 더 혼스